# زاوية سايس (سبت سايس)
زاوية سايس هي إحدى مشيخات المملكة المغربية، تتبع جغرافيا لإقليم الجديدة وإداريًا لسبت سايس. يقدر عدد سكانها بـ 6579 نسمة حسب الإحصاء الرسمي للسكان والسكنى لسنة 2004.